# Arnold Allen
Arnold Allen (Ipswich, 22 de janeiro de 1994) é um lutador de artes marciais mistas (MMA) inglês, que atualmente luta na categoria peso-pena do UFC.

## Início
Nascido e criado em Suffolk, Allen começou a treinar MMA quando era adolescente e lutou em várias organizações amadoras até virar profissional em 2012.

## Vida Pessoal
Em 23 de dezembro de 2016, Allen recebeu uma suspensão condicional, após ser declarado culpado por uma briga em Ipswich ao deixar uma mulher e 5 homens feridos.

## Carreira no MMA

### Ultimate Fighting Championship
Allen fez sua estreia no UFC em 20 de Junho de 2015 contra Alan Omer no UFC Fight Night: Jędrzejczyk vs. Penne. Allen venceu via finalização no terceiro round.
Allen enfrentou Yaotzin Meza em 27 de fevereiro de 2016 no UFC Fight Night: Silva vs. Bisping. Ele venceu por decisão unânime.
Allen enfrentou Makwan Amirkhani em 18 de março de 2017 no UFC Fight Night: Manuwa vs. Anderson. Ele venceu por decisão dividida.
Allen enfrentou Mads Burnell em 27 de maio de 2018 no UFC Fight Night: Thompson vs. Till. Ele venceu por finalização no terceiro round.
Allen enfrentou Jordan Rinaldi em 16 de março de 2019 no UFC Fight Night: Till vs. Masvidal. Ele venceu por decisão unânime.
Allen enfrentou Gilbert Melendez em 6 de julho de 2019 no UFC 239: Jones vs. Santos. Ele venceu por decisão unânime.
Allen enfrentou Nik Lentz em 25 de Janeiro de 2020 no UFC Fight Night: Blaydes vs. dos Santos]]. Ele venceu por decisão unânime.

## Cartel no MMA
| Cartel no MMA   |             |           |
| 18 lutas        | 17 vitórias | 1 derrota |
| Por nocaute     | 5           | 0         |
| Por finalização | 4           | 0         |
| Por decisão     | 8           | 1         |

| Res.    | Cartel | Oponente         | Método                                | Evento                                  | Data       | Round | Tempo | Local                   | Notas                                                      |
| ------- | ------ | ---------------- | ------------------------------------- | --------------------------------------- | ---------- | ----- | ----- | ----------------------- | ---------------------------------------------------------- |
| Derrota | 19-3   | Movsar Evloev    | Decisão (unânime)                     | UFC 297: Strickland vs. du Plessis      | 20/01/2024 | 3     | 5:00  | Toronto, Ontario        |                                                            |
| Derrota | 19-2   | Max Holloway     | Decisão (unânime)                     | UFC on ESPN: Holloway vs. Allen         | 15/04/2023 | 5     | 5:00  | Kansas City             |                                                            |
| Vitória | 19-1   | Calvin Kattar    | Nocaute Técnico (lesão)               | UFC Fight Night: Kattar vs. Allen       | 29/10/2022 | 2     | 0:08  | Las Vegas, Nevada       |                                                            |
| Vitória | 18-1   | Dan Hooker       | Nocaute Técnico (socos e cotoveladas) | UFC Fight Night: Volkov vs. Aspinall    | 19/03/2022 | 1     | 2:33  | Londres                 | Performance da Noite.                                      |
| Vitória | 17-1   | Sodiq Yussuf     | Decisão (unânime)                     | UFC on ABC: Vettori vs. Holland         | 10/04/2021 | 3     | 5:00  | Las Vegas, Nevada       |                                                            |
| Vitória | 16-1   | Nik Lentz        | Decisão (unânime)                     | UFC Fight Night: Blaydes vs. dos Santos | 25/01/2020 | 3     | 5:00  | Raleigh, North Carolina |                                                            |
| Vitória | 15-1   | Gilbert Melendez | Decisão (unânime)                     | UFC 239: Jones vs. Santos               | 06/07/2019 | 3     | 5:00  | Las Vegas, Nevada       |                                                            |
| Vitória | 14-1   | Jordan Rinaldi   | Decisão (unânime)                     | UFC Fight Night: Till vs. Masvidal      | 16/03/2019 | 3     | 5:00  | Londres                 |                                                            |
| Vitória | 13-1   | Mads Burnell     | Finalização (guilhotina)              | UFC Fight Night: Thompson vs. Till      | 27/05/2018 | 3     | 2:41  | Liverpool               | Performance da Noite.                                      |
| Vitória | 12-1   | Makwan Amirkhani | Decisão (dividida)                    | UFC Fight Night: Manuwa vs. Anderson    | 18/03/2017 | 3     | 5:00  | Londres                 |                                                            |
| Vitória | 11-1   | Yaotzin Meza     | Decisão (unânime)                     | UFC Fight Night: Silva vs. Bisping      | 27/02/2016 | 3     | 5:00  | Londres                 |                                                            |
| Vitória | 10-1   | Alan Omer        | Finalização (guilhotina)              | UFC Fight Night: Jędrzejczyk vs. Penne  | 20/06/2015 | 3     | 1:41  | Berlin                  | Estreia no UFC; Retornou aos Penas ; Performance da Noite. |
| Vitória | 9-1    | Paul Cook        | Nocaute Técnico (interrupção médica)  | M4TC 15                                 | 29/11/2014 | 2     | 5:00  | Tyne and Wear           | Estreia nos Leves; Ganhou o Cinturão Peso Leve do M4TC.    |
| Vitória | 8-1    | Gaetano Pirello  | Decisão (unânime)                     | CWFC 71                                 | 22/08/2014 | 3     | 5:00  | Amman                   |                                                            |
| Derrota | 7-1    | Marcin Wrzosek   | Decisão (unânime)                     | CWFC 69                                 | 07/06/2014 | 3     | 5:00  | Londres                 |                                                            |
| Vitória | 7-0    | Tobias Huber     | Nocaute Técnico (socos)               | CWFC Fight Night 11                     | 18/04/2014 | 1     | 0:37  | Amman                   |                                                            |
| Vitória | 6-0    | Doni Miller      | Nocaute Técnico (socos)               | CWFC 61                                 | 13/12/2013 | 2     | 0:34  | Amman                   |                                                            |
| Vitória | 5-0    | Declan Williams  | Finalização (triângulo)               | CWFC 60                                 | 05/10/2013 | 2     | 4:50  | North London            |                                                            |
| Vitória | 4-0    | Andy Green       | Finalização (mata leão)               | CWFC 56                                 | 06/07/2013 | 1     | 4:00  | Londres                 |                                                            |
| Vitória | 3-0    | Carl Orriss      | Decisão (unânime)                     | UCMMA 32                                | 02/02/2013 | 3     | 5:00  | Londres                 | Estreia nos Penas.                                         |
| Vitória | 2-0    | Kim Thinghaugen  | Nocaute Técnico (interrupção médica)  | UWC 21                                  | 20/10/2012 | 1     | 5:00  | Southend-on-Sea         |                                                            |
| Vitória | 1-0    | Nathan Greyson   | Nocaute (soco)                        | UCMMA 27                                | 07/04/2012 | 2     | 0:40  | Londres                 |                                                            |